# Melis Minkari
Melis Minkari (* 20. August 1998 in Istanbul) ist eine türkische Schauspielerin.

## Leben und Karriere
Minkari wurde am 20. August 1998 in Istanbul geboren. Sie besuchte die Özel Şişli Teryaki Lisesi. In ihre Kindheit interessierte sie sich eine Zeit lang für Musik und nahm Gitarren- und Schlagzeugunterricht. Ihr Debüt gab sie 2004 in der Fernsehserie En İyi Arkadaşım. Danach bekam sie 2021 in der Serie Aşk 101 ein Gastauftritt. Von 2021 bis 2023 hatte Minkari in der Serie Kardeşlerim die Hauptrolle.

## Filmografie (Auswahl)
- 2004: En İyi Arkadaşım (Fernsehserie, 4 Episoden)
- 2021: Love 101 (Fernsehserie, 1 Episode)
- 2021–2023: Kardeşlerim (Fernsehserie, 79 Episoden)
- 2025: Reminder (Fernsehserie)